# Szumiąca (województwo kujawsko-pomorskie)
Szumiąca – osada w Polsce położona w województwie kujawsko-pomorskim, w powiecie tucholskim, w gminie Lubiewo. Miejscowość wchodzi w skład sołectwa Płazowo.
W latach 1975–1998 miejscowość administracyjnie należała do województwa bydgoskiego.
W 1787 we wsi znajdowały się 2 domy, natomiast w 1885 - 4 domy z 26 mieszkańcami. W 1928 wieś (razem z leśnictwem Wandowo) zamieszkiwało 30 osób.
Miejscowy młyn posiadał przywilej wystawiony przez Zygmunta III w 1594. Przed I wojną światową właścicielem parowego młyna, tartaku i zakładu wyrobów cementowych był Adolf Gaul. Oberżę "Pod Złotą Gwiazdą" oraz sklep spożywczy prowadził R. Schmidt. W 1927 właścicielem młyna była Selma Gaul. Zakład zatrudniał 3 pracowników, a roczny przemiał wynosił 976 ton. Selma Gaul była też właścicielką tartaku, w którym zatrudniano 7 osób i który przerabiał rocznie 303–1900 m sześciennych drewna. W 1940 właścicielami byli Herbert i Gerhart Gaul W 1942 roku okupanci niemieccy zastąpili dotychczasową nazwę Szumionza nową nazwą Gaulsmühlen, nawiązującą do nazwiska właścicieli młyna.